# Terror och liberalism
Terror och liberalism (engelska: Terror and liberalism) är en debattbok från 2003 av den amerikanske författaren Paul Berman. Berman argumenterar för att politiskt radikala muslimska rörelser som Muslimska brödraskapet och al-Qaida, så kallade islamister, delar avgörande ideologiska element med framförallt fascismen men också andra icke-liberala ideologier från 1900-talet. Utifrån detta och sitt amerikanska vänsterperspektiv argumenterar han för att västvärlden bör försöka omforma de muslimska ländernas värdegrund, både genom social ingenjörskonst och militära insatser. Boken gavs ut på svenska 2005 genom SNS förlag. Året därpå släpptes en pocketutgåva som hade utökats med ett efterord av ledarskribenten Peter Wolodarski.

## Synopsis
Berman för en diskussion kring 11 september-attackerna. Han resonerar kring värdegrunden hos Sayyid Qutb, en ledande tänkare inom Muslimska brödraskapet, och en av skaparna av den moderna islamistiska rörelsen. Han avhandlar utvecklingen av den sunnimuslimska våldsverksamhet som föregick 11 september-attackerna. Berman argumenterar emot två vanliga tolkningar av islamismens framväxt: att det skulle handla om fattiga och förtryckta människor som reser sig mot överheten, och att det skulle handla om perifera grupper, isolerade från övriga islam och europeiskt tankegods.
Berman för ett resonemang kring fascismens sociala och idémässiga bakgrund i Europa och vägen fram till andra världskriget och Förintelsen. Han argumenterar för att radikal islams utveckling och motstånd mot liberalismen följer en snarlik trend. Han sammanfattar sitt resonemang med uttrycket "muslimsk totalitarism".
Han argumenterar för vikten av att stå upp mot totalitär extremism och tar ställning för förebyggande anfallskrig, samt för stöd och finansiering av lokala polisstyrkor i främmande länder, med uppdrag att leta upp och fängsla islamister. Han hyllar besluten att starta Afghanistankriget och Irakkriget. Berman menar att det tyska folket har en särskild skuld i framväxten av islamism, då han särskilt härleder dess idéer till tyska filosofer. Han argumenterar därför för att Tyskland har en särskild plikt att gå in i muslimska länder och arbeta för att förändra deras värdegrund.

## Mottagande
Gary Rosen på The New York Times jämförde Bermans idéer med Francis Fukuyamas och André Glucksmanns teorier om liberalismens ställning efter kalla kriget. Rosen skrev: "Berman har inte gett upp idén om en demokratisk revolution som sveper över jordklotet. ... Terror och liberalism är hans manifest–ett vältaligt, märkligt donquijotiskt, frustrerande ojämnt försök att utstaka en väg mellan högersympatiserande 'realister', med sitt kyliga kalkylerande av nationens intresse, och vänstersympatiserande 'antiimperialister', som ryggar mot varje internationellt drag deras land gör. Neokonservativa besitter en liknande ideologisk terräng, men, som Berman själv anmärker, är hans infallsvinkel alltför 'snyftig' för medlemskap i det lägret." Rosen sammanfattade Bermans ståndpunkt som "Wolfowitz för vänstern".